# Pauls Rubenis
Pauls Rubenis, né le 17 juin 2001 à Riga, est un coureur cycliste letton.

## Biographie
En septembre 2020, il termine deuxième du championnat de Lettonie sur route. Il remporte à cette occasion le titre chez les espoirs (moins de 23 ans),.

## Palmarès sur route

### Par année
- 2019
  -  Champion de Lettonie sur route juniors
  - 4e étape de la Coupe du Président de la Ville de Grudziądz
- 2020
  -  Champion de Lettonie sur route espoirs
  - 2e du championnat de Lettonie sur route
- 2022
  - 3e du championnat de Lettonie sur route

### Classements mondiaux
| Année                                 | 2020 | 2021 | 2022 |
| ------------------------------------- | ---- | ---- | ---- |
| Classement mondial                    | 463e | 652e | 761e |
| UCI Europe Tour                       | 380e | 521e | 576e |
|                                       |      |      |      |
| Légende : nc = non classéSource : UCI |      |      |      |

## Palmarès sur piste
- 2020
  -  Champion de Lettonie de l'omnium
  - 3e du championnat de Lettonie de scratch